# Malinghe-Brücke Fenglin
Die Malinghe-Brücke Fenglin (chinesisch 峰林特大桥) führt den Xingyi Ring Expressway im Osten der Stadt Xingyi im Autonomen Bezirk Qianxinan der Bouyei und Miao in der chinesischen Provinz Guizhou in einer Höhe von 361 m über die Schlucht des Malinghe. Sie gehört damit zu den höchsten Brücken der Welt.
Die Autobahnbrücke steht in dem bergigen Land in einer Höhe von 1242 m über dem Meeresspiegel zwischen zwei Tunneln. Das westliche Ende der Brücke ist in zwei Viadukte aufgespalten. Die Gesamtlänge der Brücke beträgt daher 1130 m auf der einen und 1164 m auf der anderen Richtungsfahrbahn. Die Hängebrücke  hat eine Spannweite von 550 m.  Ihre Stahlbeton-Pylone sind bis zu 160 m hoch, mit fast 100 m unter dem Fahrbahnträger. Der Fahrbahnträger zwischen den Pylonen ist ein aerodynamisch geformter stählerner Hohlkasten mit einer Betondecke. Außerhalb der Pylone wurden Spannbeton-Hohlkästen verwendet.
Der Bau begann 2015. Am 1. März 2021 wurde die Brücke eröffnet.